# Dal'negorsk
Dal'negorsk (anche traslitterata come Dalnegorsk; it., all'incirca, lontana nelle montagne) è una cittadina dell'estremo oriente russo, situata nel Kraj Primorskij a circa 500 km di distanza dal capoluogo Vladivostok.
Ricevette lo status di città nel 1989; il nome attuale risale al 1972.
| 1959   | 1970   | 1979   | 1989   | 1992   | 2002   | 2007   | 2015   |
| ------ | ------ | ------ | ------ | ------ | ------ | ------ | ------ |
| 17 900 | 33 500 | 43 400 | 49 792 | 50 400 | 40 069 | 38 900 | 35 556 |